# Borsos Beáta
Borsos Beáta (Zalaegerszeg, 1974. július 20. –) Domján Edit-díjas magyar színésznő.

## Életpályája
Zalaegerszegen született 1974-ben. Szülővárosában a Zrínyi Miklós Gimnáziumban érettségizett. 1992-től a Hevesi Sándor Színház Nádasdy Kálmán Színészképző Stúdiójának hallgatója volt 1995-ig, majd a színház színésznője lett. Előbb színész II. képesítést szerzett Molnár: Liliomjában Marika szerepével, Paolo Magelli rendezésében, színész I-re pedig Brecht: Kurázsi mama, néma Katrinjával vizsgázott, Bagó Bertalan rendezésében. 
2001–2006 között a Veszprémi Petőfi Színház tagja volt. Közben, vendégként játszott Kecskeméten és Szegeden is. 2006-tól a Szegedi Nemzeti Színház színésznője.
2004-ben Domján Edit-díjat kapott.

## Fontosabb színházi szerepei
- William Shakespeare: Szentivánéji álom... Hippolyta, amazonkirálynő
- William Shakespeare: Lear király... Alban
- William Shakespeare: Sok hűhó semmiért... Margaréta
- William Shakespeare: Tévedések komédiája... Luciána
- Ruzante: Az anconai özvegy... Ghitta (Ginerva szolgálóleánya)
- Molière: A fösvény... Marianna (Cleante imádottja)
- Molière: Úrhatnám polgár... Doriméne grófnő
- Molière–Bodolay Géza: A képzelt fösvény beteg... Béline, Hargapon második felesége
- Carlo Goldoni: A kávéház... Beatie
- Victor Hugo: Királyasszony lovagja... Duena
- Anton Pavlovics Csehov: Három nővér... Olga
- Anton Pavlovics Csehov: Sirály... Mása
- Mihail Afanaszjevics Bulgakov: Álszentek összeesküvése... Armande Béjart
- Georges Feydeau: Bolha a fülbe... Lucienne Homenides de Histangua
- Oscar Wilde: Bunbury... Cecily Cardew (Worthing gyámleánya)
- Friedrich Dürrenmatt: János király... Lady Falconbridge, a Fattyú anyja, Plantagenet Arthur, Bretagne hercege, János unokaöccse
- Friedrich Dürrenmatt: Az öreg hölgy látogatása... Első asszony; Ottilie. Ill leánya
- Bertolt Brecht: Kurázsi mama... Katrin
- August Strindberg: Pelikán... Gerda
- Gabriela Zapolska: Dulszka asszony erkölcse... Mela
- Peter Shaffer: Amadeus... „Venticello” II
- Peter Shaffer: Black comedy... Miss Furnival
- Choderlos De Laclos: Veszedelmes viszonyok... Rosemonde-né
- Alexandr Molcsanov: A gyilkos... Anya
- Simon Stephens: Ponográfia... A másik nővér
- David Gieselmann: Kolpert úr... Sarah Dreher
- Paul Maar: Hoppláda... Adalberta
- Joël Pommerat: Két korea újraegyesítése... szereplő
- Michael Frayn: Függöny fel!... Belinda, Flavia Brent
- April De Angelis: Színházi bestiák... Elisabeth Farley
- Sólem Aléchem–Joseph Stein–Jerry Bock: Hegedűs a háztetőn... Háva
- Szigligeti Ede: Liliomfi... Erzsi
- Molnár Ferenc: Liliom... Marika
- Molnár Ferenc: Az üvegcipő... Keczeli Ilona
- Molnár Ferenc: Egy, kettő, három... Brasch kisasszony
- Móricz Zsigmond: A Zördög... szereplő
- Örkény István: Tóték... Ágika
- Örkény István: Macskajáték... Egérke
- Füst Milán: Boldogtalanok... Dada
- Tersánszky Józsi Jenő–Örkény István: Kakuk Marci... Csuri Linka
- Gábor Andor: Dollárpapa... Csaradáné
- László Miklós: Illatszertár... Molnár kisasszony
- Hubay Miklós: Ők tudják, mi a szerelem... Szobalány
- Zágon István–Harsányi Zsolt–Eisemann Mihály: XIV. René... Henriette főhercegnő
- Eisemann Mihály–K. Halász Gyula: Fiatalság bolondság... Babszi
- Jacques Offenbach: Orfeusz az alvilágban... Cupido
- Ödön von Horváth: Mesél a bécsi erdő... Anya
- Bacsó Péter: A tanú... Gizike, Pelikán lánya; Szabónő kartárs; Kórus
- Háy János: Utánképzés (ittas vezetőknek)... Csilla, pszichológus
- Németh Ákos: Müller táncosai... Jutka (a Müller-csoport tagja)
- Egressy Zoltán: Szimpla szerda... Réka
- Pintér Béla–Darvas Benedek: Parasztopera... A vőlegény anyja
- Kiss Csaba: Hazatérérs Dániába... Ophelia
- Tasnádi István: Memo... Végh Margit, ápolónő
- Pozsgai Zsolt: Pipás Pista... Sulák Mihályné, Máli, fiatalos asszonyka
- Pozsgai Zsolt: A Vasgróf... Almásy Denise grófnő (Tisza unokahúga)
- Fábián Péter: Gazdálkodj okosan... Joó Áronné, ingetlanközvetítő
- Fábián Péter: Kacsa... szereplő
- Miklós Tibor–Várkonyi Mátyás: Sztárcsinálók... Poppea
- Müller Péter–Müller Péter Sziámi–Tolcsvay László: Isten pénze... Fanny
- Szikora Róbert–Valla Attila: Macskafogó... Cookie
- Carlo Collodi-Litvai Nelli: Pinokkió... Pinokkió
- L. Frank Baum–Schwajda György–Tamássy Zdenko: Óz, a nagy varázsló... Dorka
- Fazekas Mihály–Benkó Bence–Fábián Péter–Zságer Varga Ákos: Lúdas Matyi (Matyi elszabadul, avagy sok lúd disznót győz)... Özv. Gőgös G. Gedeonné;  Pecsönye, lúdlyány
- Csukás István: Ágacska... Pösze egér
- Karinthy Frigyes: Titkos dalok Micimackótól és barátaitól... Malacka
- Békés Pál–Várkonyi Mátyás: A Félőlény... Félőlény
- Zlata Cerná–Miroslav Novák: A farkas szempillái... Jukiko

## Filmes és televíziós szerepei
- A Hídember (2002) ...Wesselényiné
- Csocsó, avagy éljen május elsejeǃ (2001) ...Évike, tanárnő

## Díjai és elismerései
- Domján Edit-díj (2004)